# George Kelly (zenész)
George Kelly (Miami, 1915. július 31. – ?, 1998. május 24.) amerikai tenorszaxofonos, hangszerelő.

## Pályafutása
Kelly a floridai Miamiban született. Kilencévesen kezdett zongorázni, majd átváltott az alt-, később a tenorszaxofonra. Először Panama Francis The Cavaliers zenekarában játszott, 1938-ban pedig Zack Whyte-nál. Az 1970-es években Savoy Sultans zenekarának, az 1940-es években pedig Al Cooper zenekarának volt tagja. Emellett Kelly saját zenekarait is vezette, és más zenészekkel is dolgozott, mint például Tiny Grimes, Rex Stewart vagy Cozy Cole, Lucille Dixon, Doc Cheatham, Tiny Grimes, Gene Krupa, Rex Stewart zenészpartnere is volt. Játszott Richard Wyandsszal, Bucky Pizzarellivel, George Duvivierrel és Butch Milesszal.
Kellynek erős tenorhangja volt, amellyel megidézte a szvingkorszakot.

## Albumok
- Stealing Apples
- Slide Kelly Slide/In the Mood (1976)
- George Kelly in Cimiez (1979)
- Fine and Dandy (1982)
- Cotton Club (1983)
- Rendezvous with Rex (1958)
- George Kelly Plays Don Redman (1984)
- Groove Move (1994)